# Конституционная история Канады
Конституцио́нная исто́рия Кана́ды начинается в 1763 при принятии Парижского договора, по которому Франция уступила Великобритании значительную часть Новой Франции.
Будучи образованной федеративным актом в 1867, современная Канада получила свою автономию в 1931 и репатриировала свою конституцию (добавив к ней хартию прав) из Соединённого королевства в 1982. Конституция Канады является сплавом конституционных актов, издававшихся в течение этого периода.
| • Парижский договор                 | 1763 |
| • Королевская декларация            | 1763 |
| • Акт о Квебеке                     | 1774 |
| • Конституционный акт 1791          | 1791 |
| • Акт о Союзе                       | 1840 |
| • Акт о Британской Северной Америке | 1867 |
| • Вестминстерский статут            | 1931 |
| • Акт о Канаде                      | 1982 |